# فرانك واترس
فرانك واترس (بالإنجليزية: Frank Waters)‏ (25 يوليو 1902، كولورادو سبرينغس في الولايات المتحدة - 3 يونيو 1995 في الولايات المتحدة)؛ روائي أمريكي.